# Cyanohydrin

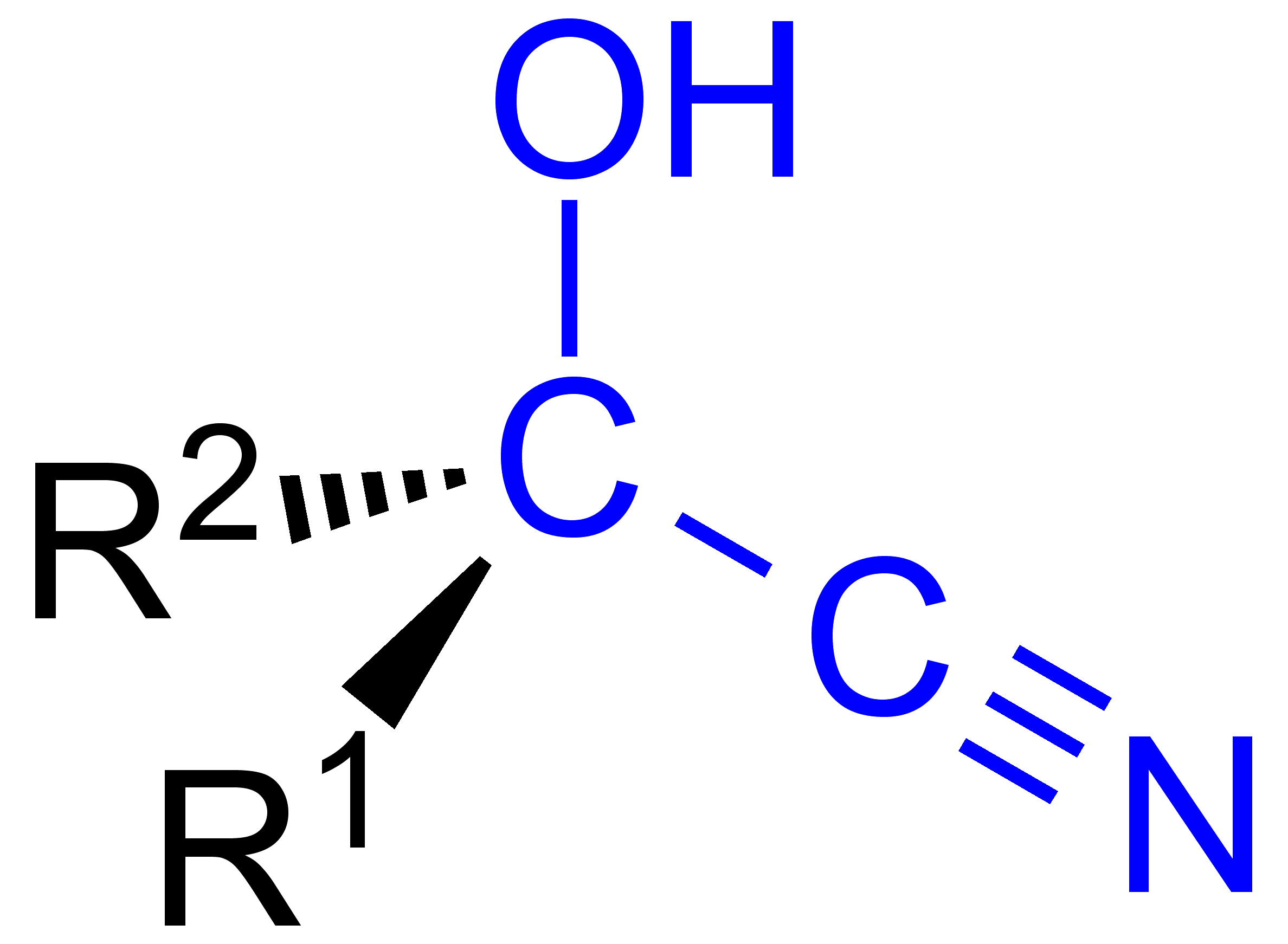
En generell cyanohydrin. Den funktionella gruppen är markerad med blått.

Cyanohydrin eller cyanhydrin betecknar inom organisk kemi en förening, eller en funktionell grupp, hos vilken en nitrilgrupp och en hydroxylgrupp är bundna till samma kolatom. De kan också kallas hydroxinitriler. Den allmänna formeln är R1R2C(OH)CN där R1 och R2 betecknar väte, alkylgrupp eller arylgrupp. Inom industrin används cyanohydriner som viktiga utgångssubstrat för synteser av karboxylsyror, inkluderande några aminosyror. Cyanohydriner kan syntetiseras genom behandling av en keton eller aldehyd med vätecyanid under överskott av natriumcyanid eller kaliumcyanid
R1R2C=O + HCN → R1R2C(OH)CN
eller via ersättande av en sulfitgrupp med ett cyanidsalt
.

## Exempel på cyanohydriner

Glykolnitril är den enklaste cyanohydrinen.
Aceton-cyanohydrin (eller 2-hydroxi-2-metylpropannitril)
Mandelonitril förekommer naturligt hos en del växter.
Amygdalin är en cyanogen glykosid som naturligt syntetiseras hos vissa växter från mandelonitril och glukos. Det är dock ingen cyanohydrin eftersom hydroxylgruppen ersatts med en maltosgrupp.